# Aspergillus kambarensis
Aspergillus kambarensis är en svampart som beskrevs av Sugiy. 1967. Aspergillus kambarensis ingår i släktet Aspergillus och familjen Trichocomaceae.   Inga underarter finns listade i Catalogue of Life.